# Ново Котелци
Ново Котелци (на гръцки: Νέα Κοτύλη, Неа Котили) е село в Егейска Македония, Гърция, част от дем Нестрам (Несторио), област Западна Македония.

## География
Селото се намира в областта Нестрамкол на 33 километра югозападно от град Костур и на 11 километра югозападно от демовия център Нестрам, високо на 1500 m в северозападните склонове на планината Горуша (на гръцки Войо).

## История
След Гражданската война в 1950 година част от жителите на Котелци основават Ново Котелци. От 60-те години обаче започва изселване към градовете и по-богатите села. Много от жителите на Ново Котелци се установяват в Маняк.
| Година    | 1913 | 1920 | 1928 | 1940 | 1951 | 1961 | 1971 | 1981 | 1991 | 2001 | 2011 | 2021 |
| --------- | ---- | ---- | ---- | ---- | ---- | ---- | ---- | ---- | ---- | ---- | ---- | ---- |
| Население |      |      |      |      |      | 542  | 225  | 96   | 122  | 86   | 150  | 92   |